# Pułk Ułanów Obrony Krajowej Nr 2
Pułk Ułanów Obrony Krajowej Nr 2 – pułk kawalerii cesarsko–królewskiej Obrony Krajowej.
Pułk Ułanów Obrony Krajowej Nr 2 został sformowany w 1883 roku w czeskim mieście Znojmo (niem. Znaim). Od 1885 roku komenda pułku, 1 i 2 dywizjon oraz kadra zapasowa stacjonowała w czeskim mieście Vysoké Mýto (niem. Hohenmauth).

## Kadra pułku
Komendanci pułku
- ppłk Józef Laube (1885)
- ppłk Karl Dammers (1898[2])

Oficerowie
- mjr Wiktor Past – komendant 2 dywizjonu (1898 – 1899 → Pułk Ułanów Obrony Krajowej Nr 4)
- ppor. Wawrzyniec Łobaczewski (1897–1900 → Pułk Ułanów Obrony Krajowej Nr 1)